# Сальково (Орехово-Зуевский район)
Са́льково — деревня в Орехово-Зуевском муниципальном районе Московской области. Входит в состав сельского поселения Горское. Население — 92 чел. (2010).

## География
Деревня Сальково расположена в северной части Орехово-Зуевского района, примерно в 6 км к югу от города Орехово-Зуево. По западной окраине деревни протекает река Лютиха. Высота над уровнем моря 130 м. Ближайшие населённые пункты — деревни Кудыкино, Гора, Высоково и Новая.

## Название
Название связано с некалендарным личным именем Салко.

## История
В 1926 году деревня являлась центром Сальковского сельсовета Кудыкинской волости Орехово-Зуевского уезда Московской губернии, имелся кирпичный завод.
В 1905 году входила в состав Кудыкинской волости Покровского уезда Владимирской губернии.
С 1929 года — населённый пункт в составе Орехово-Зуевского района Орехово-Зуевского округа Московской области, с 1930-го, в связи с упразднением округа, — в составе Орехово-Зуевского района Московской области.
До муниципальной реформы 2006 года Сальково входило в состав Горского сельского округа Орехово-Зуевского района.
С 1896 года в деревне располагался кирпичный завод крестьянина Ивана Шанина. По данным на 1900 год, на заводе работало 60 рабочих.

## Население
В 1905 году в деревне проживало 230 человек (44 двора). В 1926 году в деревне проживало 349 человек (156 мужчин, 193 женщины), насчитывалось 69 хозяйств, из которых 54 было крестьянских. По переписи 2002 года — 79 человек (42 мужчины, 37 женщин).
| 1926 | 2002 | 2006 | 2010 |
| ---- | ---- | ---- | ---- |
| 349  | ↘79  | ↘76  | ↗92  |